# Loncoche
Loncoche ist eine Kommune im Süden Chiles. Sie liegt in der Provinz Cautín in der Región de la Araucanía. Sie hat 23.612 Einwohner und liegt ca. 70 Kilometer südlich von Temuco, der Hauptstadt der Region.

## Geschichte
Der Name Loncoche stammt aus dem Mapudungun und bedeutet so viel wie "Kopf einer wichtigen Person". Zunächst wurde das Gebiet auch von den Mapuche besiedelt. Ende des 19. Jahrhunderts kamen auch immer mehr Siedler in die Region, und Loncoche wurde vor allem aufgrund der dortigen Holzproduktion bekannt. So wurde 1900 der Ort Villa Carrera offiziell gegründet. Daraufhin wurde nach einer Petition der Bevölkerung bei der chilenischen Regierung 1911 die Kommune Loncoche gegründet, die die Ortschaft mit einschloss. Ebenfalls um diese Zeit wurde Loncoche an die Eisenbahn angeschlossen, was die Wirtschaft noch weiter antrieb. Das 1923 veröffentlichte Gedicht "Aromos rubios en los campos de Loncoche" des chilenischen Dichters Pablo Neruda spielt in Loncoche.

## Demografie und Geografie
Laut der Volkszählung aus dem Jahr 2017 leben in Gorbea 23.612 Einwohner, davon sind 11.502 männlich und 12.110 weiblich. 70,3 % leben in urbanem Gebiet, der Rest in ländlichem Gebiet. Die Kommune Gorbea besteht aus dem gleichnamigen Hauptort sowie einer Vielzahl kleinerer Dörfer und Häuseransammlungen, etwa Casahue oder La Paz. Die Kommune hat eine Fläche von 976,8 km² und grenzt im Norden an Gorbea und an Pitrufquén, im Osten an Villarica, im Süden an Lanco in der Región de los Ríos, sowie im Westen an Mariquina in der Región de los Ríos und an Toltén.
Durch die Ortschaft Gorbea fließt der Río Cruces, der in der Región de los Ríos schließlich in den Río Valdivia und danach in den Pazifischen Ozean fließt.

## Wirtschaft und Politik
In Gorbea gibt es 241 angemeldete Unternehmen. Neben der Forstwirtschaft, die immer noch bedeutend für die Kommune ist, spielt inzwischen auch die Milchproduktion eine wichtige Rolle in der Wirtschaft der Kommune. Der aktuelle Bürgermeister von Loncoche ist Sergio Ricardo Peña Riquelme von der rechtskonservativen RN. Auf nationaler Ebene liegt Loncoche im 52. Wahlkreis, unter anderem zusammen mit Pucón, Villarrica und Cunco.

## Fotogalerie

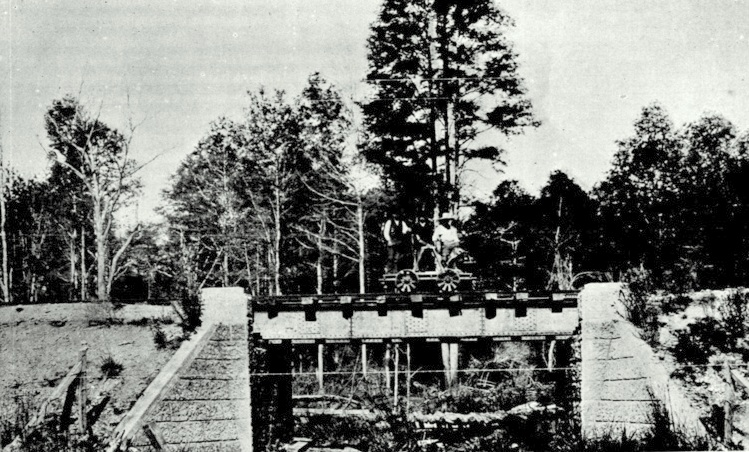
Die alte Eisenbahnbrücke zwischen Antilhué und Loncoche
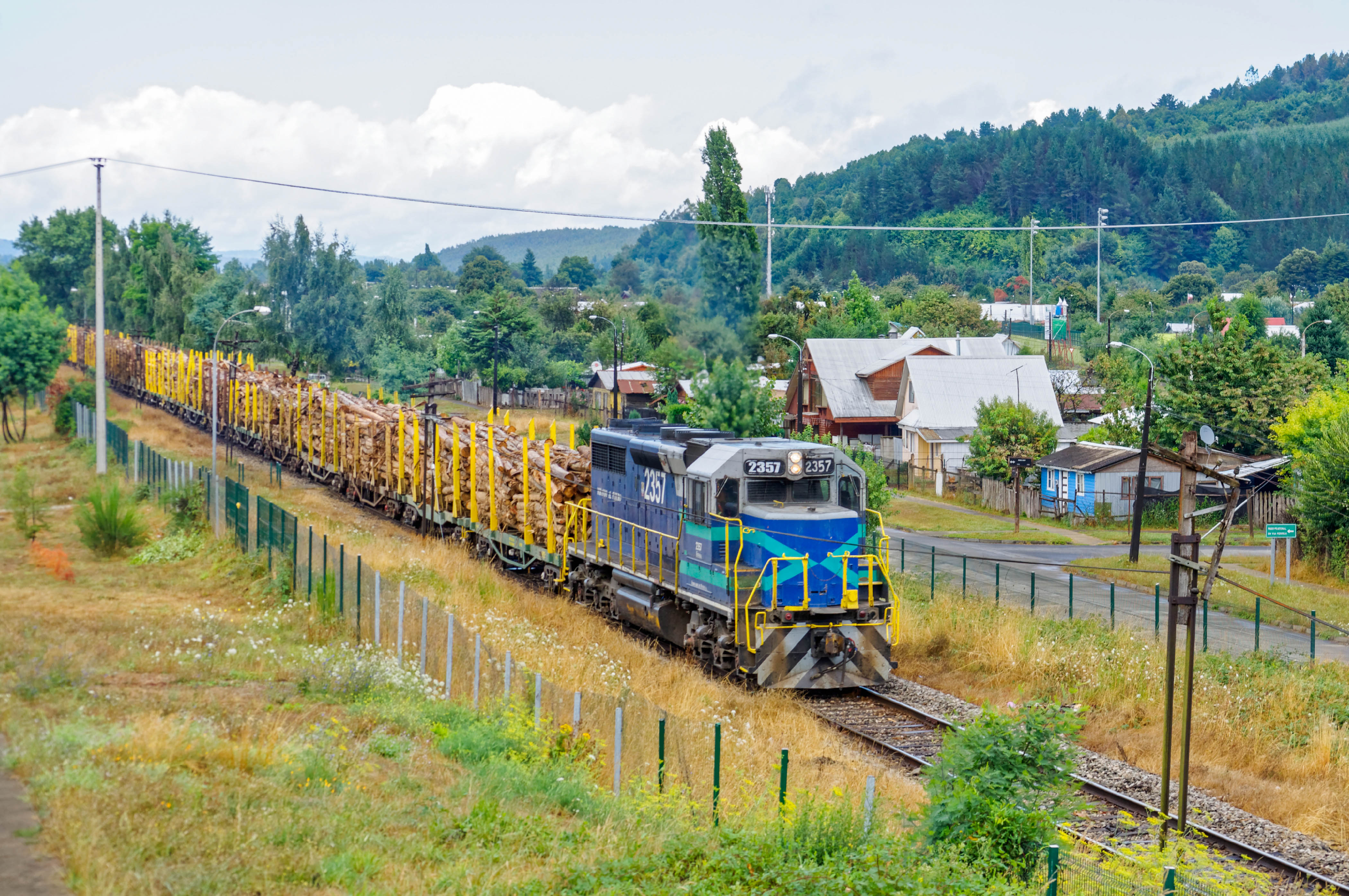
Die Ortschaft Loncoche mit Zug
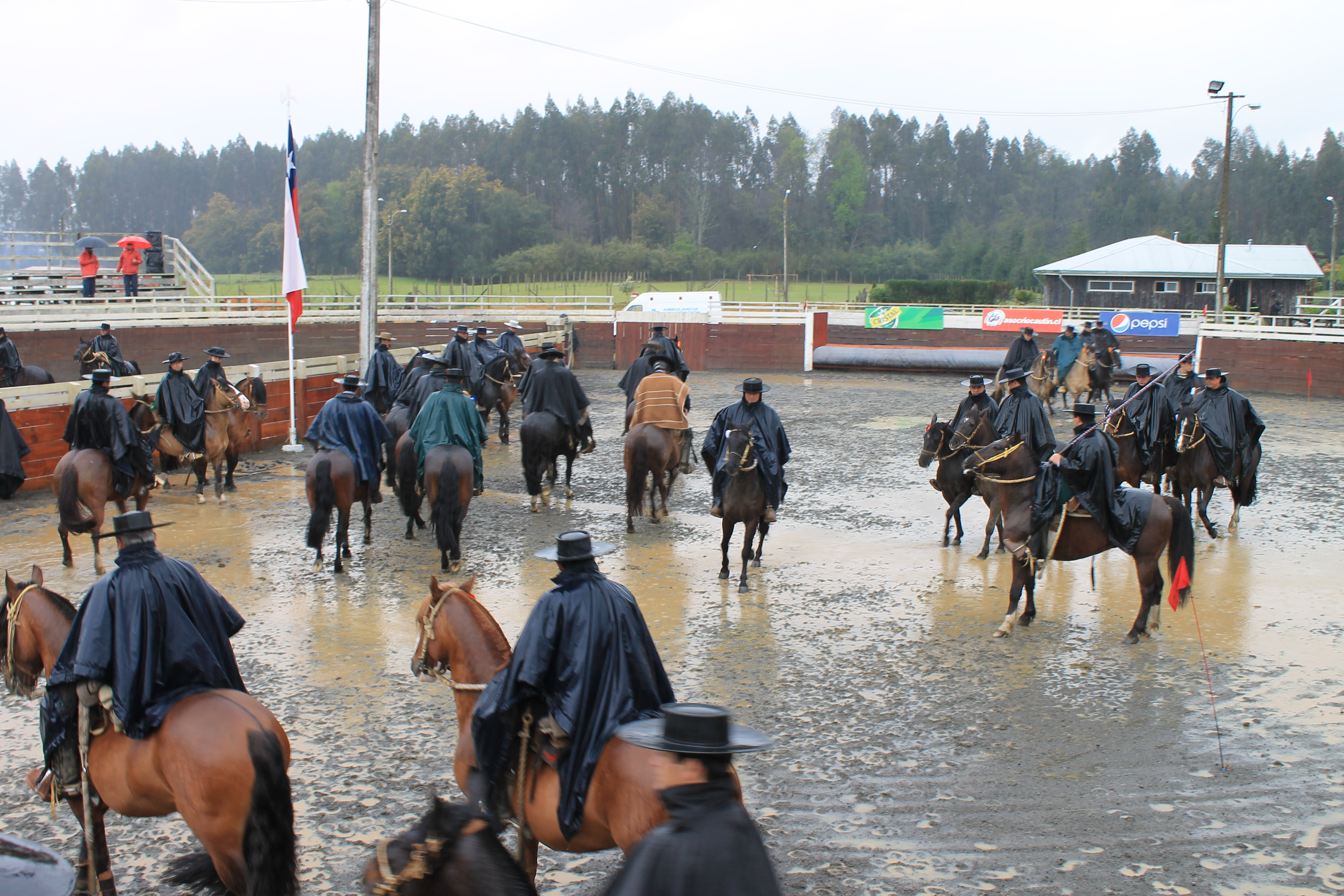
Rodeo in Loncoche
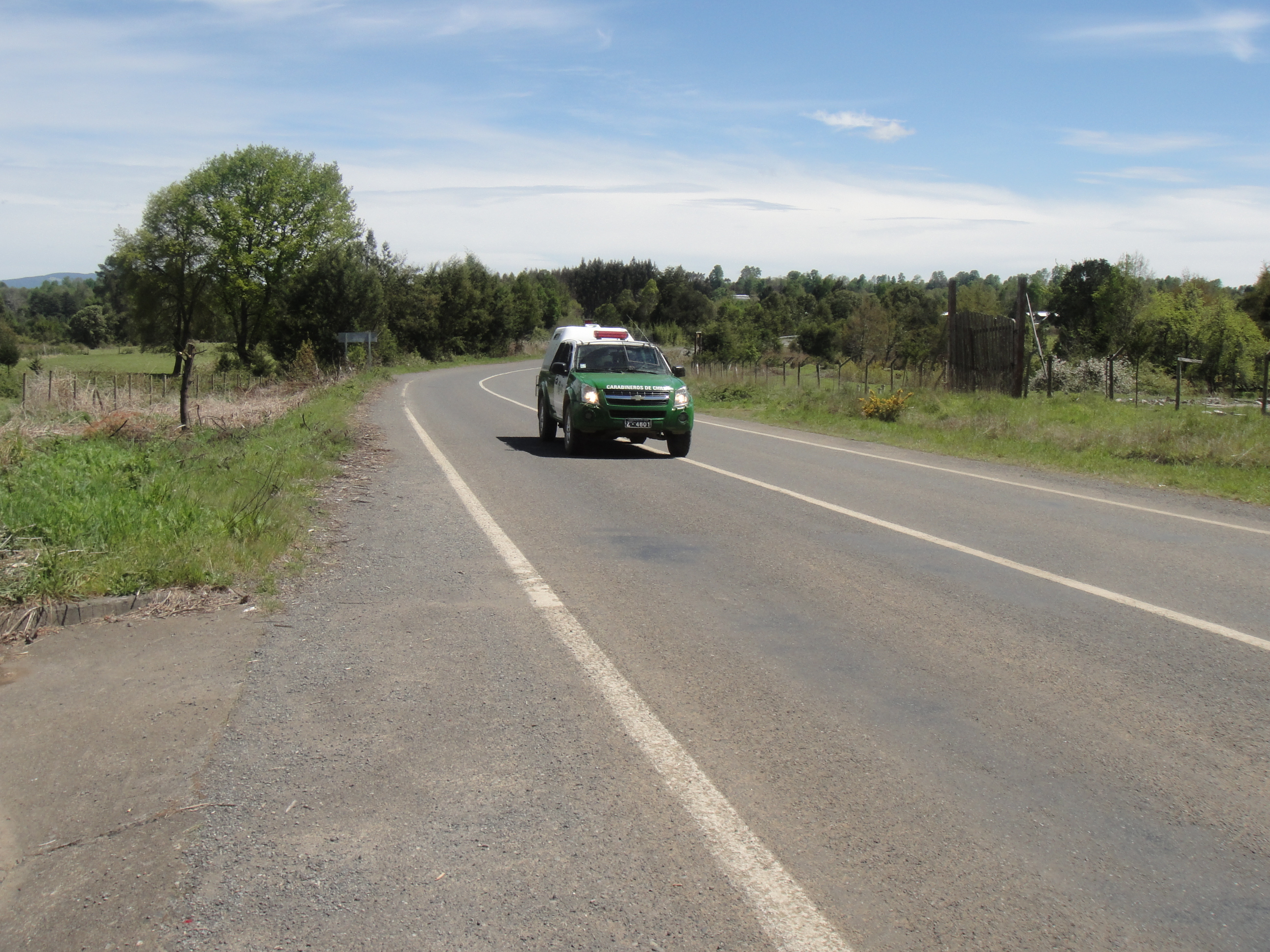
Ein Polizeiauto im Ortsteil Huiscapi
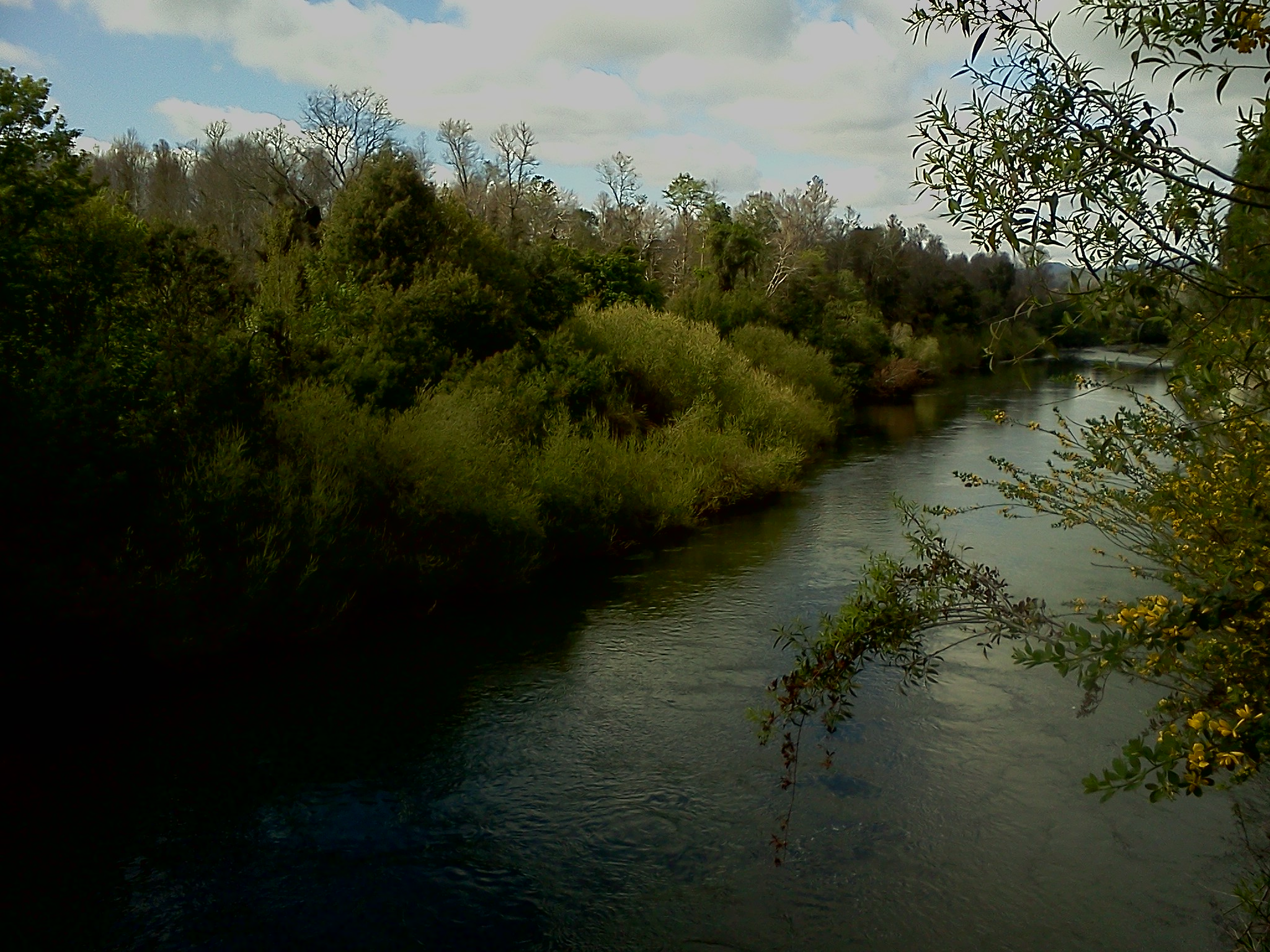
Der Río Cruces

## Persönlichkeiten
- Alejandro Márquez (* 1991), Fußballspieler